# Trofeo Lloseta-Andratx 2018
La 27e édition du Trofeo Lloseta-Andratx a lieu le 27 janvier 2018, sur un parcours de 165,8 km tracé dans les Îles Baléares, entre Lloseta et Andratx. La course est la troisième manche du Challenge de Majorque 2018. 
La course fait partie du calendrier UCI Europe Tour 2018 en catégorie 1.1.

## Présentation

### Équipes
Dix-huit équipes participent à la course - cinq WorldTeams, huit équipes continentales professionnelles, quatre équipes continentales et une équipe nationale :
| WorldTeams (5)- Movistar Team - Sky - Bora-Hansgrohe - Lotto Soudal - Trek-Segafredo Équipes continentales professionnelles (8)- Caja Rural-Seguros RGA - Burgos-BH - Fortuneo-Samsic - Sport Vlaanderen-Baloise - Euskadi Basque Country-Murias - Israel Cycling Academy - Roompot-Nederlandse Loterij - WB-Aqua Protect-Veranclassic Équipes continentales (4)- Biesse Carrera Gavardo - Fundación Euskadi - Pannon - Team Sauerland NRW p/b SKS GERMANY Équipe nationale- Espagne |
| |

## Classement final
| \| Classement général \| Classement général \| Classement général \| Classement général \| Classement général \| \| Coureur \| Coureur \| Pays \| Équipe \| Temps \| \| ------------------ \| ------------------------ \| ------------------ \| --------------------------- \| ------------------ \| \| 1er \| Toms Skujiņš \| Lettonie \| Trek-Segafredo \| 4 h 19 min 14 s \| \| 2e \| Gregor Mühlberger \| Autriche \| Bora-Hansgrohe \| + 25 s \| \| 3e \| Elmar Reinders \| Pays-Bas \| Roompot-Nederlandse Loterij \| + 31 s \| \| 4e \| Alejandro Valverde \| Espagne \| Movistar Team \| + 42 s \| \| 5e \| Pim Ligthart \| Pays-Bas \| Roompot-Nederlandse Loterij \| + 42 s \| \| 6e \| Eduard Prades \| Espagne \| Euskadi-Murias \| + 42 s \| \| 7e \| Tim Wellens \| Belgique \| Lotto-Soudal \| + 42 s \| \| 8e \| Gianni Moscon \| Italie \| Team Sky \| + 42 s \| \| 9e \| Vicente García de Mateos \| Espagne \| Espagne \| + 42 s \| \| 10e \| Bauke Mollema \| Pays-Bas \| Trek-Segafredo \| + 42 s \| |                          |          |                             |                 |
| |                          |          |                             |                 |
| Source : ProCyclingStats |                          |          |                             |                 |
| Classement général |                          |          |                             |                 |
| Coureur | Coureur                  | Pays     | Équipe                      | Temps           |
| 1er | Toms Skujiņš             | Lettonie | Trek-Segafredo              | 4 h 19 min 14 s |
| 2e | Gregor Mühlberger        | Autriche | Bora-Hansgrohe              | + 25 s          |
| 3e | Elmar Reinders           | Pays-Bas | Roompot-Nederlandse Loterij | + 31 s          |
| 4e | Alejandro Valverde       | Espagne  | Movistar Team               | + 42 s          |
| 5e | Pim Ligthart             | Pays-Bas | Roompot-Nederlandse Loterij | + 42 s          |
| 6e | Eduard Prades            | Espagne  | Euskadi-Murias              | + 42 s          |
| 7e | Tim Wellens              | Belgique | Lotto-Soudal                | + 42 s          |
| 8e | Gianni Moscon            | Italie   | Team Sky                    | + 42 s          |
| 9e | Vicente García de Mateos | Espagne  | Espagne                     | + 42 s          |
| 10e | Bauke Mollema            | Pays-Bas | Trek-Segafredo              | + 42 s          |

## Classements UCI
La course attribue aux coureurs le même nombre des points pour l'UCI Europe Tour 2018 et le Classement mondial UCI.
| Position           | 1er | 2e | 3e | 4e | 5e | 6e | 7e | 8e | 9e | 10e | 11e | 12e | 13e à 15e | 16e à 25e |
| Classement général | 125 | 85 | 70 | 60 | 50 | 40 | 35 | 30 | 25 | 20  | 15  | 10  | 5         | 3         |

| 1  | Toms Skujiņš             | Trek-Segafredo                | 125 |
| 2  | Gregor Mühlberger        | Bora-Hansgrohe                | 85  |
| 3  | Elmar Reinders           | Roompot-Nederlandse Loterij   | 70  |
| 4  | Alejandro Valverde       | Movistar                      | 60  |
| 5  | Pim Ligthart             | Roompot-Nederlandse Loterij   | 50  |
| 6  | Eduard Prades            | Euskadi Basque Country-Murias | 40  |
| 7  | Tim Wellens              | Lotto-Soudal                  | 35  |
| 8  | Gianni Moscon            | Sky                           | 30  |
| 9  | Vicente García de Mateos | Espagne                       | 25  |
| 10 | Bauke Mollema            | Trek-Segafredo                | 20  |